# Брюэр, Джен
Дженис Кэй «Джен» Брюэр (англ. Janice Kay «Jan» Brewer; урождённая Дринквайн (англ. Drinkwine); род. 26 сентября 1944) — американский политик, представляющая Республиканскую партию. 22-й губернатор штата Аризона (2009—2015).

## Биография

### Ранние годы и семья
Джен Брюэр родилась 26 сентября 1944 года в Лос-Анджелесе, штат Калифорния, в семье Эдны (урождённой Бэккен) и Перри Уилфорда Дринквайна, гражданского руководителя армейского склада в Хоторне, штат Невада. До десяти лет Брюэр и её старший брат Пол жили в Хоторне. Когда Брюэр исполнилось одиннадцать лет, от болезни лёгких, возникшей из-за постоянного воздействия химических веществ, хранившихся на складе, умер её отец. Незадолго до смерти отца, семья переехала в Калифорнию. Брюэр имеет английские и норвежские корни.
Брюэр получила сертификат радиологического технолога в колледже Глендейла, и некоторое время работала в Глендейле, Калифорния. В 1970 году они переехали на родину мужа в Финикс, Аризона. Позже пара переехала в Глендейл, Аризона, где Джон стал успешным мануальным терапевтом.

### Политическая карьера
С 1983 по 1987 год Брюэр была членом Палаты представителей штата Аризона, а с 1987 по 1996 год — членом Сената Аризоны. На протяжении последних трёх лет в качестве сенатора штата, она была старшим руководителем фракции большинства. В 1996 году Брюэр была избрана членом наблюдательного совета округа Марикопа, и работала на этом посту шесть лет.
В начале 2002 года Брюэр выдвинула свою кандидатуру на должность государственного секретаря штата Аризона. На всеобщих выборах она победила сенатора штата демократа Криса Каммиски с разницей в 23 000 голосов. 21 января 2009 года Брюэр была приведена к присяге в качестве губернатора штата Аризона, после того, как президент Барак Обама назначил Джанет Наполитано министром внутренней безопасности США. Брюэр стала четвёртой женщиной-губернатором Аризоны и третьей подряд женщиной-губернатором. 2 ноября 2010 года на очередных всеобщих выборах она была переизбрана на второй срок. Брюэр набрала 55 % голосов, а её соперник, демократ Терри Годдард, — 42 %.
С 2010 года Брюэр выступает за повышение налога с продаж в Аризоне с 5,6 % до 6,6 %. Это необходимо для получения в бюджет дополнительно 1 млрд долларов в год, чтобы уменьшить его дефицит в размере $ 3 млрд/год.
В ноябре 2011 года Брюэр издала книгу Scorpions for Breakfast: My Fight Against Special Interests, Liberal Media, and Cynical Politicos to Secure America’s Border.

### Личная жизнь
В Неваде Брюэр вышла замуж за Джона Леона Брюэра. У них родились три сына, один из которых умер в 2007 году от рака. Другой сын был признан виновным в изнасиловании женщины в 1989 году, и провёл 22 года в психиатрической больнице.